# Le Chay
 Le Chay  es una población y comuna francesa, situada en la región de Aquitaine-Limousin-Poitou-Charentes, departamento de Charente Marítimo, en el distrito de Saintes y cantón de Saujon.

## Demografía
| 392 | 387 | 374 | 450 | 529 | 562 |
| Para los censos de 1962 a 1999 la población legal corresponde a la población sin duplicidades (Fuente: INSEE [Consultar]) |     |     |     |     |     |